# Zijemlje (Mostar)
Pour les articles homonymes, voir Zijemlje.
Zijemlje (en serbe cyrillique : Зијемље) est un village de Bosnie-Herzégovine. Il est situé sur le territoire de la ville de Mostar, dans le canton d'Herzégovine-Neretva et dans la fédération de Bosnie-et-Herzégovine. Selon les premiers résultats du recensement bosnien de 2013, il abrite une population inférieure ou égale à 10 habitants.
Avant la guerre de Bosnie-Herzégovine, le village faisait entièrement partie de la municipalité de Mostar ; après la guerre, son territoire a été partiellement rattaché à la municipalité d'Istočni Mostar, nouvellement créée et intégrée à la république serbe de Bosnie ; le village est devenu le centre administratif de cette nouvelle municipalité.

## Démographie

### Évolution historique de la population
| 1948 | 1953 | 1961 | 1971 | 1981 | 1991 | 2013 |
| ---- | ---- | ---- | ---- | ---- | ---- | ---- |
| -    | -    | 910  | 725  | 358  | 153  | ≤ 10 |

|  |